# Melloria
Melloria is een geslacht van zangvogels uit de familie Artamidae (spitsvogels).

## Soort
De volgende soort is bij het geslacht ingedeeld:
- Melloria quoyi – Zwarte orgelvogel
  - M. q. quoyi (Lesson, R & Garnot, 1827)
  - M. q. spaldingi (Masters, 1878)
  - M. q. alecto (Schodde & Mason, IJ, 1999)
  - M. q. jardini (Mathews, 1912)
  - M. q. rufescens (De Vis, 1883)